# Upravljanje premoženja
Obvladovanje premoženja je strokovno Obvladovanje različnih vrst naložb v korist investitorjev, ki so lahko fizične ali pravne osebe. Obvladovanje premoženja je po obsegu vloženih sredstev v svetu vodilna investicijska storitev. Izraz Obvladovanje premoženja se večinoma uporablja za naložbeno storitev upravljanja s finančnimi instrumenti (delnice, obveznice, izvedeni finančni instrumenti), pri kateri je portfelj finančnih instrumentov grajen individualno. Vlagatelj svoja sredstva zaupa profesionalnemu upravljavcu, ki samostojno s svojim znanjem in izkušnjami išče tržne priložnosti in se odloča, kdaj in v katere finančne naložbe ter na katerih borznih trgih vstopiti oziroma iz njih izstopiti. 
Obvladovanje premoženja v svoji klasični obliki prepušča investicijsko presojo upravljavcu. To pomeni, da upravljavcu ni treba slediti vnaprej določeni fiksni investicijski politiki, kot je to pri vzajemnih skladih, ampak je pri gradnji in spreminjanju portfelja svoboden in prilagodljiv. Obstajajo tudi izpeljanke upravljanja premoženja, kjer so investicijske politike oblikovane že vnaprej. Za kakovostno Obvladovanje premoženja je potrebno vplačati večji znesek denarja kot pri vzajemnem skladu. S tem upravljavec zagotovi investitorju dovolj široko razpršitev naložb. 

### Merjenje uspešnosti
Za pravilno razumevanje donosnosti naložbe je zelo pomemben pravi način merjenja uspešnosti. Pomembno je, da se dosežena donosnost primerja s tveganjem, prevzetim za dosego te donosnosti. Zato obstaja vrsta meril za objektivno primerjavo med upravljavci. Za upravljavce premoženja so pomembni Mednarodni standardi obveščanja in poročanja vlagateljem CFA instituta, imenovani GIPS. Ti predstavljajo standarde, ki vlagateljem zagotavljajo, da upravljavci njihovega premoženja rezultate svojega upravljanja računajo in predstavljajo na konsistenten, pošten in odkrit način. 

### Stroški pri upravljanju
Stroški, ki praviloma bremenijo vlagatelje na upravljanju premoženja, so delitev dobička, upravljavska provizija ter transakcijski stroški. Poleg tega je pri prodajah finančnih instrumentov potrebno plačati davek od ustvarjenega dobička.